# Munterley

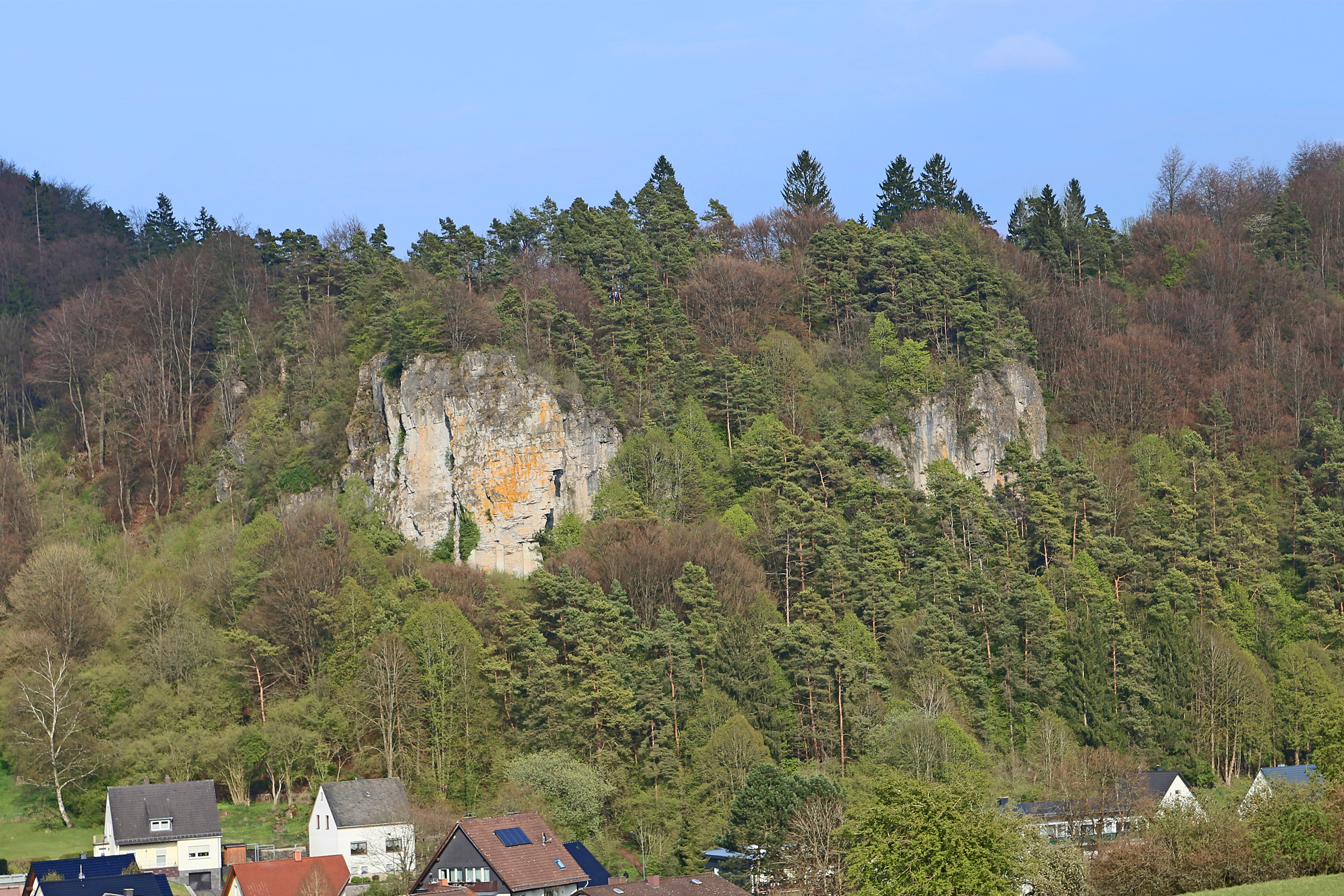

Die Munterley ist eine steile und extrem schroffe Felsformation mit einer Höhe von 482 Meter ü. NHN am Rande der Stadt Gerolstein in der Vulkaneifel (Rheinland-Pfalz). Sie ist Teil der Gerolsteiner Dolomiten.

## Ursprung und Entstehungsgeschichte
Die Felsformationen der Munterley bildeten sich vor 380–320 Millionen Jahren als Kalkriff in einem tropischen devonischen Flachmeer. Dieses entstand aus Korallen und Stromatoporen. Deutlich erkennbar sind an den Gerolsteiner Dolomiten die Riffoberkante, der Steilabfall und die darunter liegende Blockhalde, ähnlich wie es bei den Korallenriffen tropischer Meere der Fall ist. Infolge der Auswaschung des Calciumcarbonats und Anreicherung des Magnesiumcarbonats aus den Skeletten der Meeresorganismen, die das Riff bildeten, ist es in den Gerolsteiner Riffen durch Kristallisation zur Bildung von Dolomit gekommen. Die Fossilien-Formen gingen bei diesem chemischen Prozess verloren. In den mächtigen Felswänden sind deshalb keine Fossilien mehr zu finden.

## Siedlungsgeschichte
Während der Altsteinzeit war das Buchenloch, eine 36 Meter lange Karsthöhle an der Nordwestseite der Munterley, von Menschen bewohnt. Im Bereich der Munterley siedelten sich später Kelten und Römer an. Sie ließen sich hier zum Bau von Tempeln und Heiligtümern inspirieren.

## Fundorte von Versteinerungen
In den Eifeler Kalkmulden fand man früher häufig Versteinerungen. Fundorte waren insbesondere frisch gepflügte Felder, und zwar vorzugsweise Stellen, wo das Gestein nur wenig von Verwitterungsboden bedeckt ist. Heute wird auf dem Gelände kein Ackerbau mehr betrieben. Aus diesem Grunde beschränken sich Fossiliensammler bei ihrer Suche im Wesentlichen auf Baustellen und Straßenbauprojekte, wo sie mitunter noch fündig werden.